# Trần Huy Ngạn
Trần Huy Ngạn (sinh 1954) là một Thiếu tướng Công an nhân dân Việt Nam, nguyên Ủy viên Ban Thường vụ Tỉnh uỷ, nguyên Giám đốc Công an Tỉnh Hưng Yên .

## Tiểu sử
- Trần Huy Ngạn quê ở thôn ngọc nha hạ xã Phùng Hưng huyện Khoái Châu, tỉnh Hưng Yên.
- Ngày 15 tháng 12 năm 2014, Thiếu tướng Trần Huy Ngạn nghỉ hưu theo chế độ.
- Ngày 12 tháng 8 năm 2015, Thủ tướng Chính phủ ký quyết định 1326/QĐ-TTg phê chuẩn việc miễn nhiệm chức danh Ủy viên UBND tỉnh Hưng Yên nhiệm kỳ 2011 - 2016, để nghỉ hưu theo chế độ đối với Trần Huy Ngạn, nguyên Giám đốc Công an Tỉnh[2][3].
- Số hiệu 340-117.